# Cantone di Brénod
Il Cantone di Brénod era una divisione amministrativa dell'arrondissement di Nantua con capoluogo Brénod.
A seguito della riforma approvata con decreto del 13 febbraio 2014, che ha avuto attuazione dopo le elezioni dipartimentali del 2015, è stato soppresso.

## Composizione
Comprendeva 12 comuni:
- Brénod
- Champdor
- Chevillard
- Condamine
- Corcelles
- Le Grand-Abergement
- Hotonnes
- Izenave
- Lantenay
- Outriaz
- Le Petit-Abergement
- Vieu-d'Izenave